# كليف بينيديكت
كليفلاند كيث بينيديكت (مواليد 21 مارس 1935) هو سياسي أمريكي وعضو في الحزب الجمهوري. خدم لفترة واحدة في مجلس النواب الأمريكي ممثلاً للمنطقة الثانية من ولاية فيرجينيا الغربية من عام 1981 إلى عام 1983.

## الحياة والمهنة
وُلد كليفلاند كيث بينيديكت عام 1935 في هاريسبرج، بنسلفانيا. تخرج من مدرسة ذا هيل في عام 1953 ثم درس في جامعة برينستون، حيث حصل على درجة البكالوريوس في التاريخ في عام 1957. كجزء من دراسته الجامعية، كتب بينيديكت أطروحة بعنوان «صعود العلوم الطبيعية وتأثيرها على أكسفورد وكامبريدج». لاحقًا، التحق بمدرسة لتربية الماشية في كانساس واستقر بالقرب من لويسبرج، فيرجينيا الغربية.
شغل بينيديكت عدة مناصب معينة في الإدارة الجمهورية لآرتش مور من عام 1969 إلى عام 1977. في عام 1970، كان مرشحًا غير ناجح لمجلس الشيوخ في ولاية فرجينيا الغربية عن المنطقة الحادية عشرة.
كان بينيديكت مرشح الحزب الجمهوري لمجلس النواب الأمريكي عن الدائرة الانتخابية الثانية في عام 1980. وكان العضو آنذاك هارلي أو ستاجرز قد تقاعد وقد شهد الحزب الديمقراطي انتخابات تمهيدية شاقة بين عشرة مرشحين. كما واجه الديمقراطيون عبء الإدارة الفيدرالية غير الشعبية لجيمي كارتر والإدارة المحلية لجاي روكفلر، وكلاهما فاز بالولاية ولكنهم خسروا الدائرة الثانية بفارق كبير.
فاز بينيديكت في الانتخابات العامة وعُيَّن في لجنة الطاقة والتجارة.
في عام 1982، قرر بينيديكت، بناءً على إلحاح من هوارد بيكر، أن يتخلى عن إعادة الانتخاب ويتحدى السيناتور الحالي روبرت سي بيرد في الانتخابات العامة لمجلس الشيوخ الأمريكي. لم ينجح، على الرغم من أن حملته أولت اهتمامًا كبيرًا لسجل بيرد في منظمة كو كلوكس كلان وتجنبه للخدمة في الحرب العالمية الثانية، وحقيقة أن بيرد كان الوحيد بين أعضاء الكونغرس الذين لا يمتلكون منزلًا في الولاية التي يمثلها. كانت حملته تمثل آخر جهد جاد وممول بشكل جيد للإطاحة ببيرد، حيث أنفق $1,098,218.
ثم عُيَّن بينيديكت مسؤولاً مساعداً في وزارة الطاقة. في عام 1988، ترشح لانتخابات الولاية كمفوض لوزارة الزراعة في ولاية فرجينيا الغربية وفاز بفارق كبير. اختار عدم الترشح لإعادة الانتخاب في عام 1992، وبدلاً من ذلك اختار الترشح لمنصب حاكم ولاية فرجينيا الغربية. في نوفمبر، هُزم بفارق كبير في سباق ثلاثي. جاء خلف الحاكم الحالي جاستون كابرتون.
منذ ذلك الحين، تقاعد بينيديكت إلى مزرعته للألبان ورفض العروض للترشح مرة أخرى لمنصب انتخابي. كان مندوبًا في المؤتمر الوطني الجمهوري لعام 1996؛ ومع ذلك، دعم مرشحة الحزب الديمقراطي لمنصب الحاكم شارلوت بريت، التي كانت قد ترشحت ضد بينيديكت وكابرتون في سباق حاكم عام 1992. مرة أخرى في عام 2000، اُنتخب بينيديكت مندوباً عام للمؤتمر الوطني الجمهوري ملتزمًا بجورج بوش الابن. حصل على ثاني أكبر عدد من الأصوات. في عام 2006، عارض مشروع مزرعة الرياح "بيتش ريدج إنيرجي" المكونة من 124 توربينًا بتكلفة $300 مليون والتي كانت ستبنى في مقاطعة جرينبرير.

## العائلة
هو ابن كوبر بروكتر بينيديكت (1907-1968) ولورا دي لاماتر بينيديكت بوري (1911 - تاريخ الوفاة غير معلوم). تزوج والداه في 14 أبريل 1934. كان لديه شقيق أصغر، أوكلي دي لاماتر بينيديكت (1938-1940)، الذي توفي صغيرًا وسُمي باسم جدهما من جهة الأم؛ وأخت أصغر، إليزابيث هاسبروك بينيديكت رايس (مواليد 1941)، التي سُميت باسم جدتهما من جهة الأم. سُمي كليف باسم جدهما من جهة الأب، القس كليفلاند كيث بينيديكت (1864-1936).
من جانب والده، ينحدر من ويليام بروكتر، المؤسس المشارك لشركة بروكتر وغامبل، ومن آرون كليفلاند الرابع، الجد الأكبر للرئيس الثاني والعشرين والرابع والعشرين للولايات المتحدة جروفر كليفلاند. من جانب والدته، ينحدر من عائلة هاسبروك، والصناعي كورنيليوس دي لاماتر، ولويس دوبوا، المؤسس لمدينة نيو بالتز، نيويورك.
في 10 أغسطس 1957، في وينشستر، فيرجينيا، تزوج من آن فارار آرثر (1933-2021)، وهي من وينشستر. أنجبا معًا ثلاثة أطفال: كوبر بروكتر بينيديكت الثاني، وروث فارار (بينيديكت) ميرسر، والكاتب والأستاذ الجامعي المشهور بينكيني آرثر بينيديكت. سمى بينكيني ابنه كليفلاند كيث بينيديكت الثالث على اسم والده وجده الأكبر.